# Misako Satake
Misako Satake (佐竹美佐子?, Satake Misako; Miyazaki, 19 gennaio 1951) è un'ex cestista giapponese.

## Carriera
Con il Giappone ha disputato i Giochi olimpici di Montréal 1976 e due edizioni dei Campionati del mondo (1971, 1975).